# Black Rebel Motorcycle Club
Black Rebel Motorcycle Club són un grup nord-americà de garage rock originari de San Francisco, Califòrnia ara residents a Los Angeles.

## Història
BRMC (sigles per les quals també són coneguts) es van formar en 1998, prenent el seu nom de la colla de moters de la pel·lícula de Marlon Brando de 1953: "The Wild One". Al principi es deien The Elements, però en descobrir que hi havia un altre grup amb el mateix nom van decidir canviar-ho a Black Rebel Motorcycle Club.
Been i Hayes es van conèixer en la preparatòria en San Francisco i ràpidament van formar una banda, escrivint cançons i tocant junts. En estar buscant un bateria, van conèixer a Jago, nascut en Cornualla, Anglaterra, al cap de poc d'haver-se mudat amb els seus pares a Califòrnia.
Been va utilitzar el pseudònim "Robert Turner" durant els seus primers dos enregistraments, en un intent per no ser vinculat amb Michael Been, el seu aclamat pare i membre del grup The Call. Més tard va reprendre el seu veritable nom.
Etiquetats dins de la New Rock Revolution, nom que va utilitzar la premsa musical entre 2001 i 2003 per a grups com The Strokes i Kings of Leon, van decidir separar-se ràpidament dels altres, tant musical com estèticament. El seu segon àlbum Take Them On, On Your Own, inclou cançons com "Generation" i "US Government" que ataquen explícitament als Estats Units i en particular a George Bush.
Després de conflictes amb la seva companyia discogràfica, Virgin Records, el seu contracte va ser rescindit en 2004. A la fi del seua gira d'estiu d'aquest mateix any, Nick Jago va deixar la banda a causa de "conflictes interns", que després van ser confirmats com a problemes amb la beguda i les drogues. Hayes i Been van publicar a la pàgina web oficial de la banda que les portes estaven obertes perquè ell tornés quan resolgués els seus problemes. Després, ells dos van tornar a l'estudi per gravar el seu tercer disc. Suposadament, diverses de les cançons contingudes en Howl van ser escrites molt abans fins i tot que el concepte de BRMC naixés.
En 2005, la banda va signar amb Echo en el Regne Unit i RCA en EUA. El seu tercer LP, Howl, va sortir també aquest any i va obtenir molt bones crítiques. Jago tornà al grup el mateix any, després que l'àlbum hagués estat gravat, a excepció de la pista 7, "Promise", en la qual ell toca.
Baby 81, el seu quart àlbum d'estudi, va ser llançat per Island Records el 4 de maig de 2007 en el Regne Unit i Europa, i el 5 de maig per RCA als Estats Units, presentant com a primer senzill Weapon of Choice, amb un so més proper a les seves primeres produccions i col·locant de nou a les guitarres elèctriques en primer pla -encara que sense oblidar del tot certes tonades folk del seu anterior àlbum. Va ser rebut positivament per la crítica especialitzada.

## Estil
Els seus primers dos treballs estan plens de punk rock accelerat amb influències de Iggy Pop and The Stooges, Ramones, The Doors, Sex Pistols i bandes britàniques huitanteres com Spacemen 3 i especialment The Jesus & Mary Chain. No obstant això existien també cançons més lentes, psicodèliques i groovy influenciades per grups shoegaze com My Bloody Valentine i Ride.
Per al seu tercer àlbum, van desenvolupar un nou so que va entre el blues, el folk, el gospel i el rock, conservant encara la seva vella malenconia. En aquest disc, les labors vocals són compartides entre Been i Hayes. Possibles influències per a aquesta etapa del grup inclouen a la generació de poetes beat, particularment Allen Ginsberg. Això és evident en el títol Howl del seu disc, que és a la vegada el nom del treball més celebrat de Ginsberg.
El quart àlbum, Baby 81 presenta un so que torna a la pristina proposta de la banda però fonamentat amb la potència emocional del seu immediat antecessor.

## Membres
- Peter Hayes: guitarra, baix, veu
- Robert Levon Been: guitarra, baix, veu
- Leah Shapiro: bateria (2008 fins avui)

### Membres anteriors
- Nick Jago: bateria (1998-2004, 2005-2008)
- Peter Salisbury: bateria durant la gira de 2004.

## Discografia

### Àlbums
- B.R.M.C. (abril del 2001)
- Take Them On, On Your Own (agost del 2003)
- Howl (agost del 2005)
- Baby 81 (abril del 2007)
- The Effects of 333 (novembre del 2008)
- Beat The Devil's Tattoo (març del 2010)
- Specter At The Feast (març del 2013)
- Wrong Creatures (gener del 2018)

### Senzills
- "Red Eyes and Tears" (febrer del 2001)
- "Rifles" (març del 2001)
- "Whatever Happened to My Rock'N'Roll" (octubre del 2001)
- "Love Burns" (gener del 2002)
- "Spread Your Love" (maig del 2002)
- "Stop" (agost del 2003)
- "We're All in Love" (novembre del 2003)
- "Ain't No Easy Way" (agost del 2005)
- "Weight of the World" (2006)
- "Weapon of Choice" (2007)
- "Berlin" (2007)
- "Beat the Devil's Tattoo" (2010)
- "Conscience Killer" (2010)
- "Let The Day Begin" (2013)
- "Little Thing Gone Wild" (2017)
- "Haunt" (2017)
- "Question of Faith" (2017)
- "King of Bones" (2017)
- "Echo" (2018)

### EP
- For Murder (1999).
- Screaming Gun (2001).
- Howl Sessions' (2005).
- American X (Baby 81 Sessions) (2008).